# Корниш, Роберт
Роберт Е. Корниш (21 декабря 1903 года — 6 марта 1963) — американский учёный-экспериментатор, биолог и врач, выпускник университета Беркли, Калифорния.

## Биография
В возрасте восемнадцати лет закончил основной курс университета Беркли, а позже аспирантуру в возрасте двадцати двух. Во время своей научной деятельности работал над множеством проектов, включая специальные линзы для чтения газет под водой. В 1932 году он заинтересовался идеей возвращения жизни в мёртвое тело. Главным инструментом его экспериментов была «балансирующая доска» или «стол-качели», которые позволяли восстановить кровообращение в недавно умершем пациенте. В 1933 году он предпринял попытки реанимировать жертв сердечного приступа, утопления и поражения электрическим током с использованием своего стола, но потерпел неудачу.
Роберт Корниш принял решение отработать свой метод на животных и успешно реанимировал двух собак (Лазарей IV и V). Убив собак передозировкой эфира он по прошествии 15 минут от остановки дыхания приступил к реанимационным процедурам: раскачиванию тела на подвижном столе для поддержания кровообращения, производя инъекции смеси адреналина, антикоагулянтов в физрастворе. Собаки были успешно возвращены к жизни 22 мая 1934 и 1935 соответственно.
Убедившись в успехе экспериментов на животных Роберт Корниш принял решение перейти к опытам на людях, но долгое время он получал отказы от всех тюремных и медицинских учреждений. С ним связался осуждённый на смерть заключённый тюрьмы Св. Квентита (San Quentin) Томас МкГонигал (Thomas McMonigle), который завещал своё тело для проведения реанимации сразу после исполнения наказания.
Правоохранительные органы Калифорнии отказали Роберту Корнишу в проведении процедуры непосредственно после казни из-за опасений, что оживший преступник должен будет выйти на свободу, так как поправка в конституции запрещает повторное привлечение преступника к ответственности за одно преступление. После отклонения прошения о реанимации МкГонигал был казнён в газовой камере в полночь 20 февраля 1948.
Отказавшись от идеи воскрешения мертвых доктор Роберт Корниш продолжил другие научные изыскания и запатентовал несколько изобретений, включая собственную марку зубной пасты. Смеси, схожие с его препаратом для реанимации, до сих пор используются в ряде реанимационных мероприятий.

## В культуре
- Роберт Корниш сыграл себя в 1935 году Life Returns — фильме основанном на его экспериментах с собаками.
- История его работы была освещена в 2012 году во второй серии второго сезона сериала «Темные материи» Dark Matters: Twisted But True.